# Palácio Friedrichsfelde

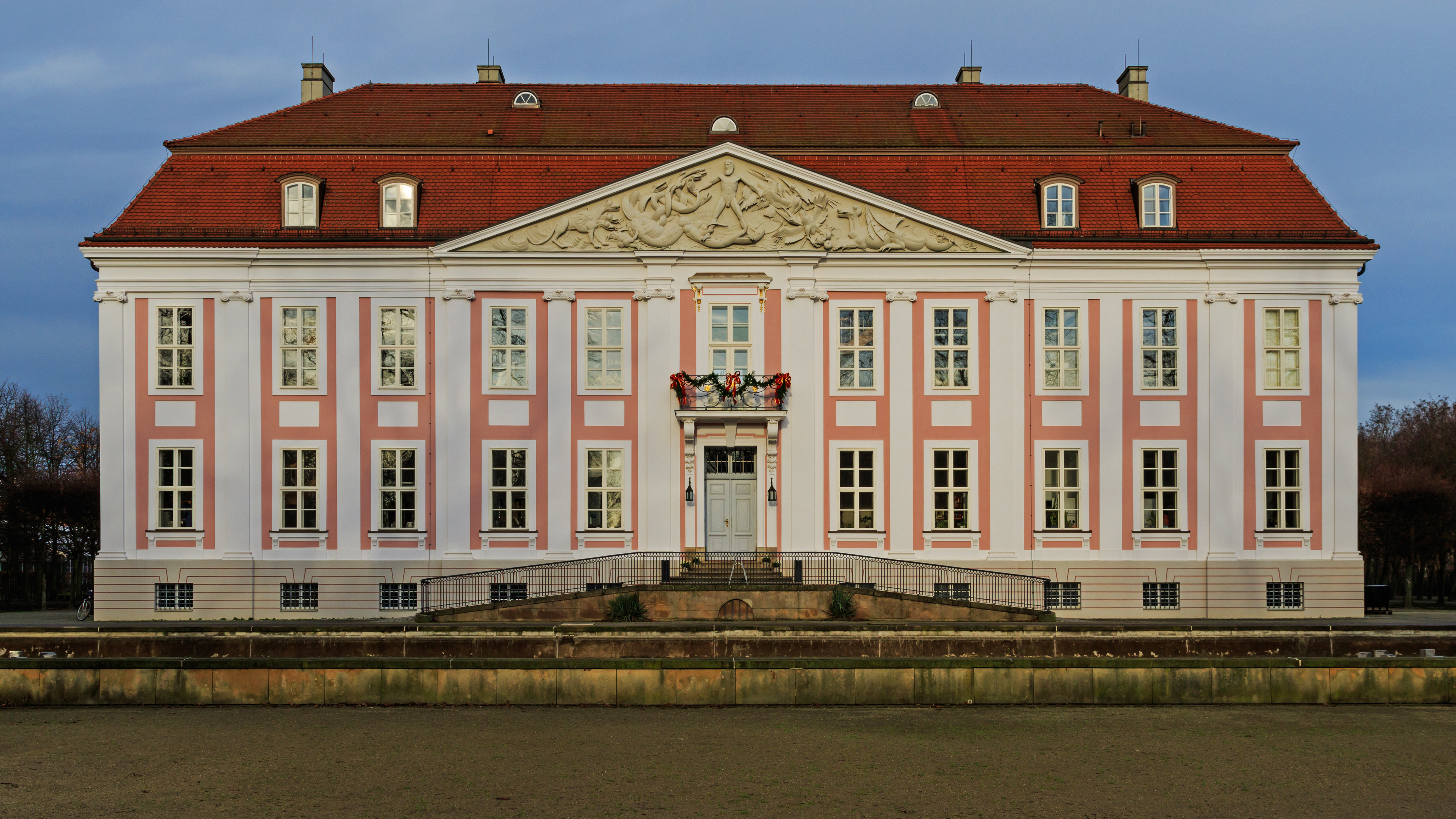
Fachada este do Schloss Friedrichsfelde.

O Palácio Friedrichsfelde (em alemão Schloss Friedrichsfelde) é um palácio, concebido no estilo clássico inicial, situado no Tierpark Berlin, no distrito de Berlin-Friedrichsfelde, em Berlim. Actualmente, acolhe um museu pertencente à Stiftung Stadtmuseum Berlin (Fundação dos Museus da Cidade de Berlim).

## História

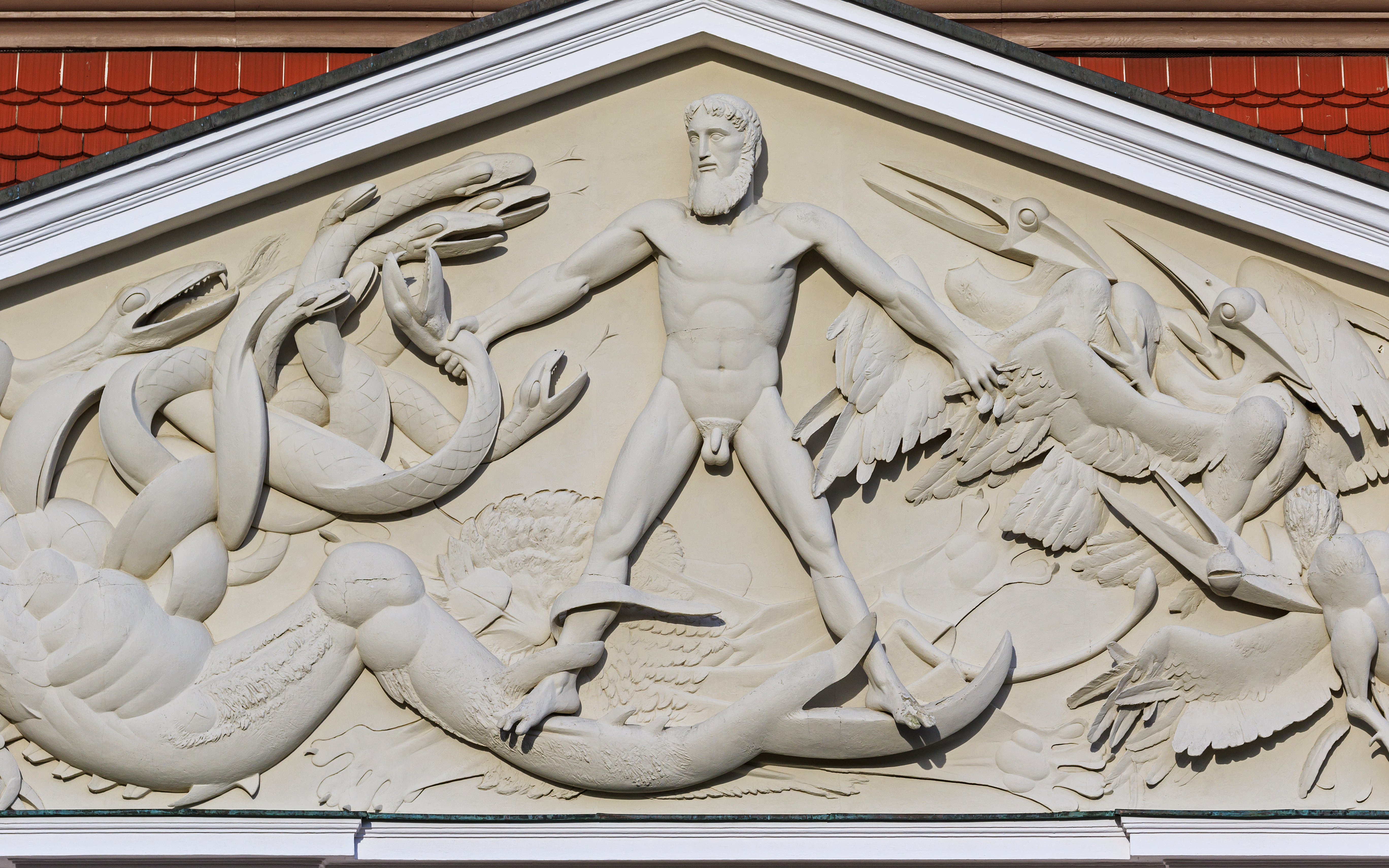
Fachada oeste do Schloss Friedrichsfelde.

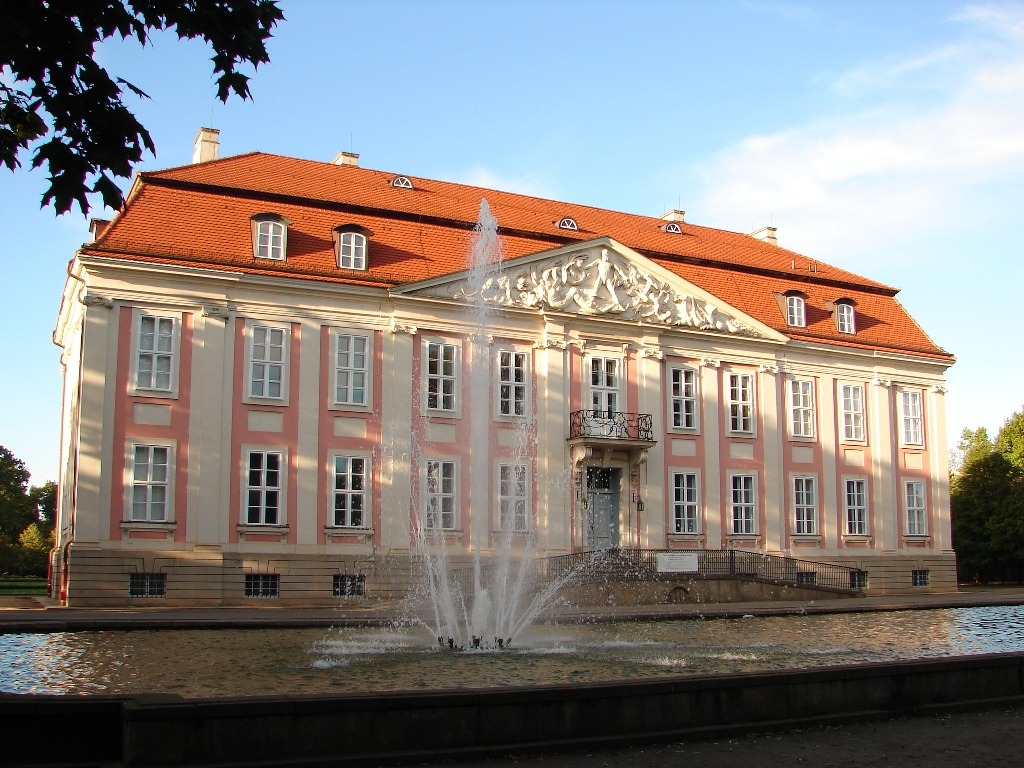
Fachada do Schloss Friedrichsfelde.

O palácio foi construído, em 1695, como Schloss Rosenfelde, pelo director naval holandês Benjamin Raule. Este primeiro edifício de cinco secções foi, provavelmente, concebido por Johann Arnold Nering ao estilo dos palácios rurais holandeses. Em 1698, Benjamin Raule caiu em desgraça, tendo sido preso e expropriado. O palácio reverteu para o rei prussiano e foi rebaptizado com o nome de Schloss Friedrichsfelde.
Em 1717 passou a pertencer ao marquês Alberto Frederico de Brandemburgo-Schwedt. O palácio passou a contar com nove secções e foi dotado duma balaustrada barroca. Após a morte de Alberto, em 1731, o palácio foi parar às mãos do Príncipe Augusto Fernando da Prússia, um irmão de Frederico o Grande. O Príncipe Augusto Fernando tinha grandes planos para o palácio, desejando assemelhá-lo à forma magnífica do Schloss Rheinsberg. No entanto, acabou por fazer uma opção diferente, mais próxima do Schloss Bellevue. 

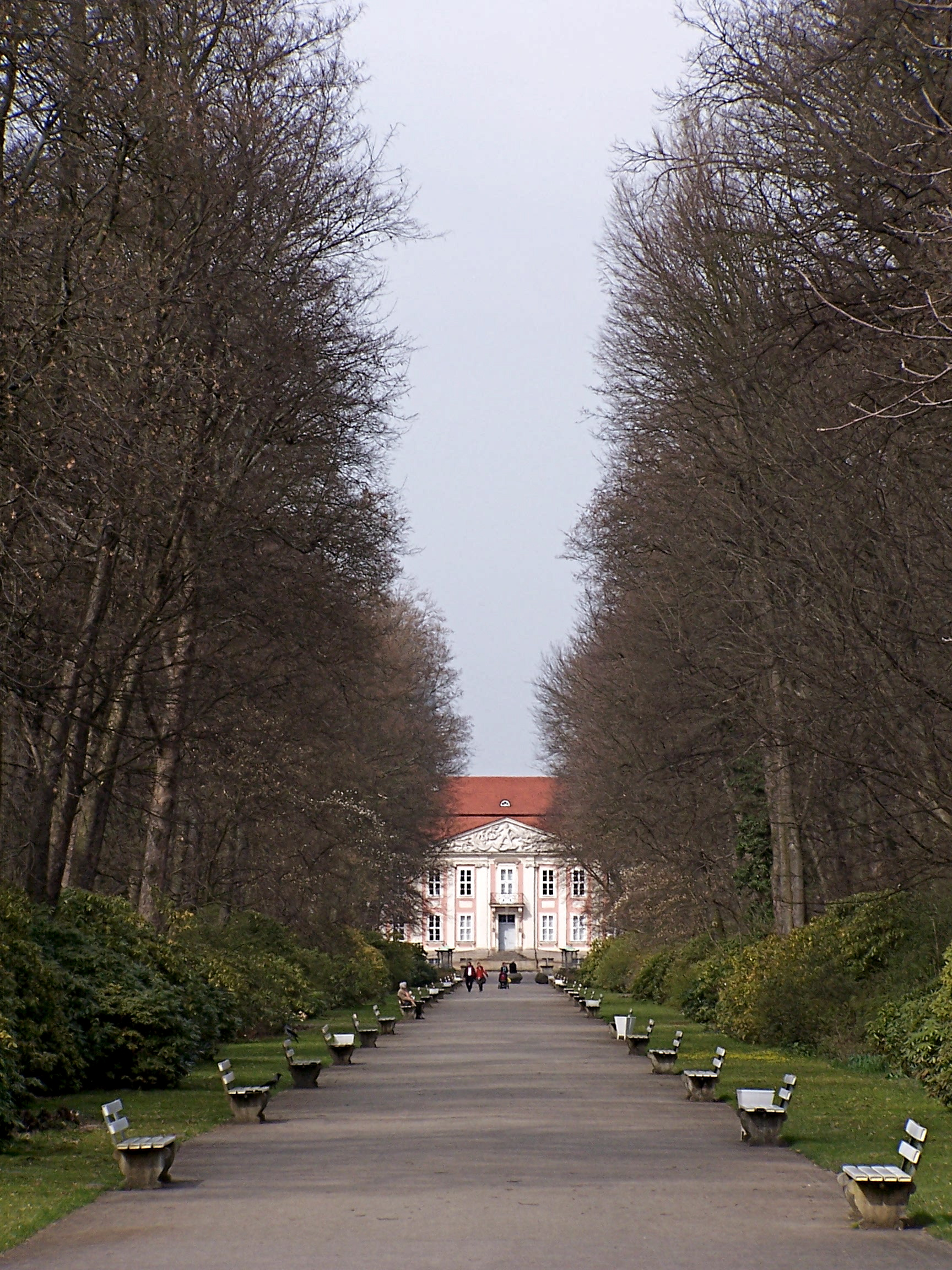
Fachada do palácio ao fundo duma alameda do parque.

Mais tarde, o palácio foi vendido diversas vezes, incluindo, em 1785, a Pedro de Biron, Conde de Medem. A fachada foi redesenhada no estilo clássico inicial. O palácio alcançou a sua forma actual em 1800, depois de ser comprado pela Duquesa Catarina de Holstein-Beck. A duquesa realizou grades festas no parque e no palácio, com representações teatrais, jogos pastorais e festas de aniversário, nas quais era permitida a participação aos habitantes da aldeia de Friedrichsfelde. 
Durante as Guerras Napoleónicas, o Schloss Friedrichsfelde foi usado durante alguns dias pelo Marechal de Campo Davout, ao serviço de Napoleão, como quartel general das campanhas europeias. Em 1814, o Rei Frederico Augusto I da Saxónia foi aprisionado no palácio, uma vez que havia sido condenado devido à sua fidelidade a Napoleão. Por fim, o palácio foi comprado, em 1816, pela família von Treskow, a qual instalou na propriedade uma exploração agrícola com fins económicos. O jardim, ainda hoje reconhecível, foi recuperado, em 1821, por Peter Joseph Lenné.
O palácio sobreviveu relativamente intacto à Segunda Guerra Mundial. Depois da expropriação promovida pela reforma agrária, tanto o edifício como o parque entraram num estado de degradação. Em 1954, com a decisão de se instalar um jardim zoológico em Berlim Leste, o palácio serviu de sede aos organizadores da reconstrução dos jardins, enquanto parte das estruturas serviam de estábulos para o zoo. O palácio só viria a ser renovado entre 1970 e 1981. 
Actualmente, o palácio pertence à Stiftung Stadtmuseum Berlin (Fundação dos Museus da Cidade de Berlim). Existe no edifício, além da escadaria original e dos afrescos do salão de festas, obras de arte dos séculos XVIII e XIX, incluindo uma pintura de Karl Friedrich Schinkel, muitos retratos aristocráticos, três salas drapejadas (com papéis de parede pintados), mobiliário em ferro fundido e jóias. Além disso, todos os anos são organizados concertos regulares entre Setembro e Maio.

## Galerias de imagens

### Palácio

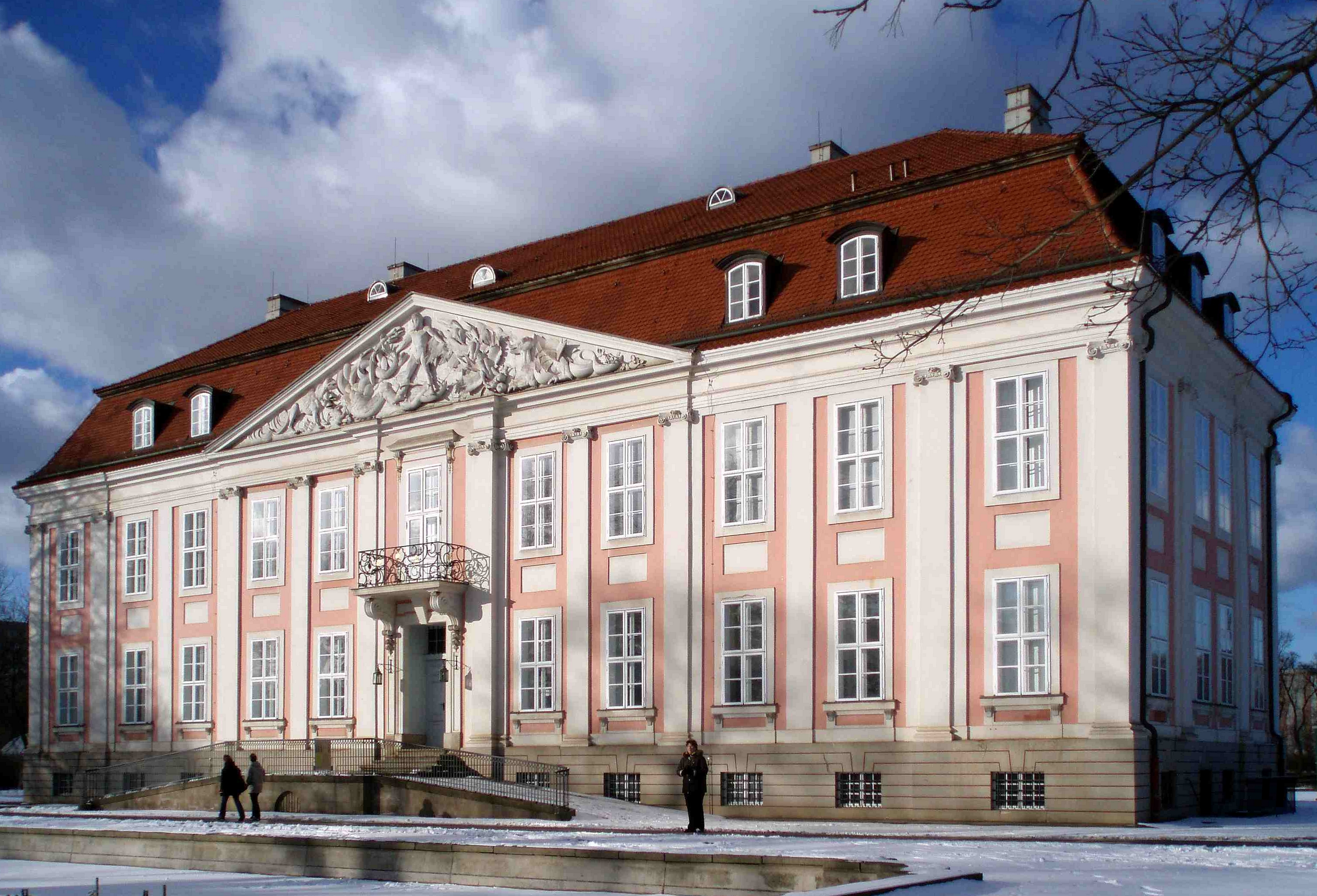
Vista do palácio com neve
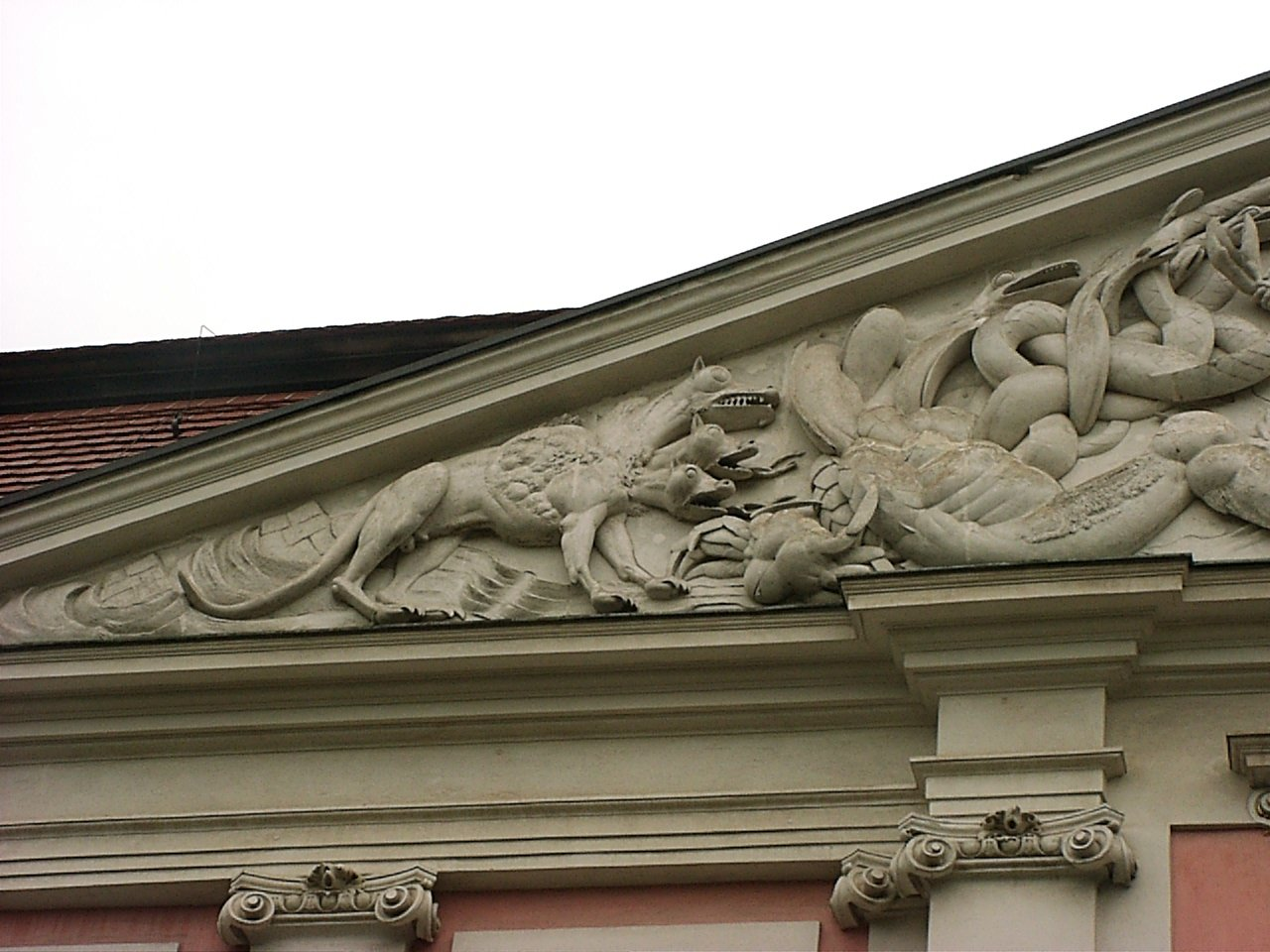
Detalhe do frontão
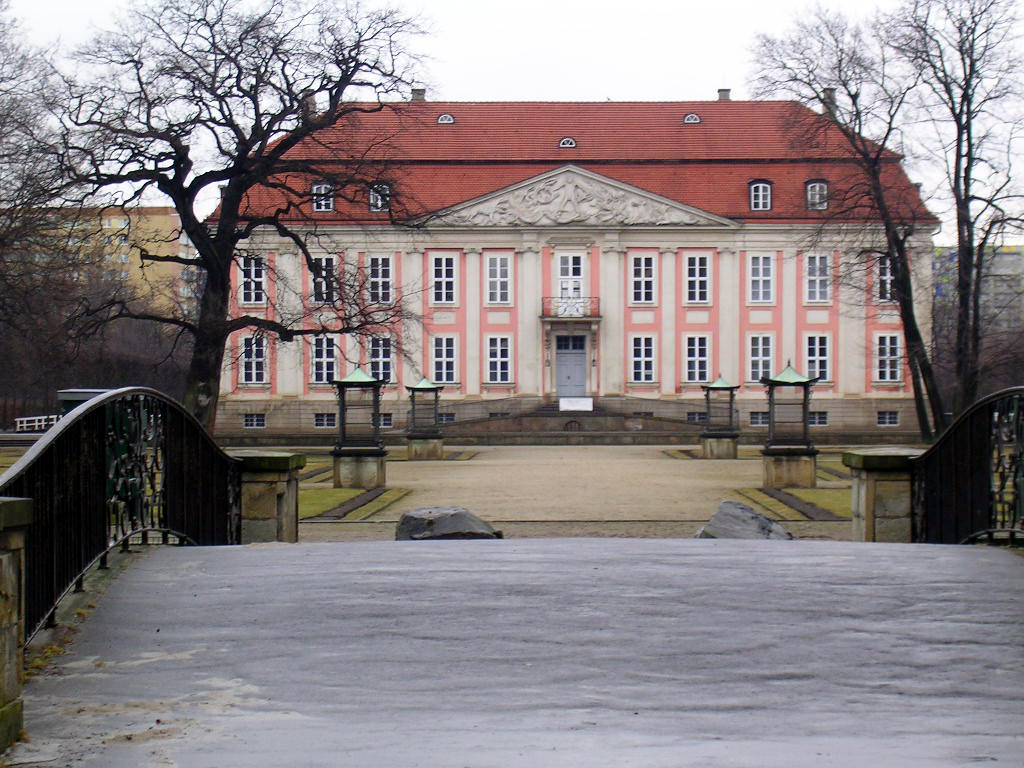
Fachada este do palácio
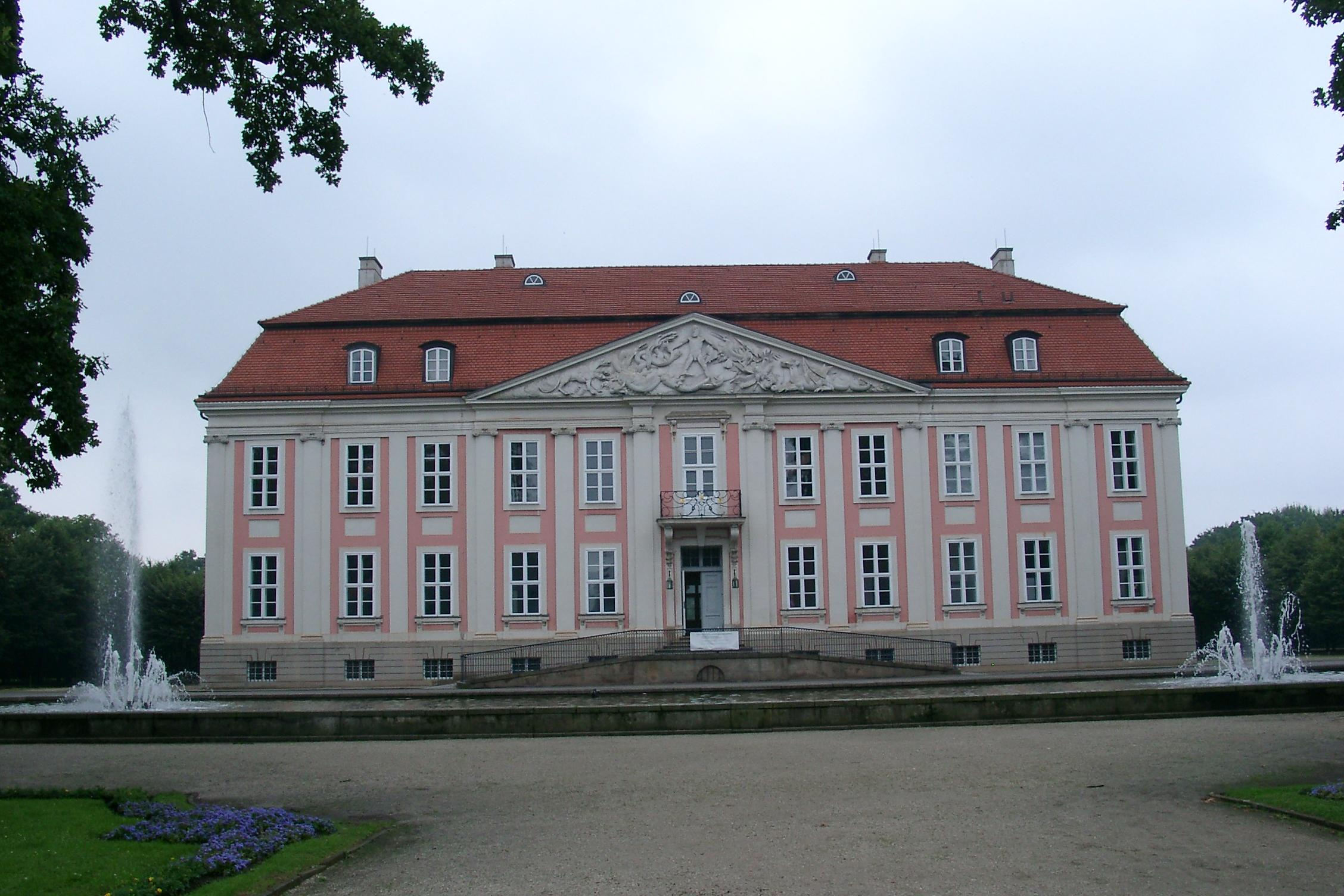
Fachada oeste do palácio
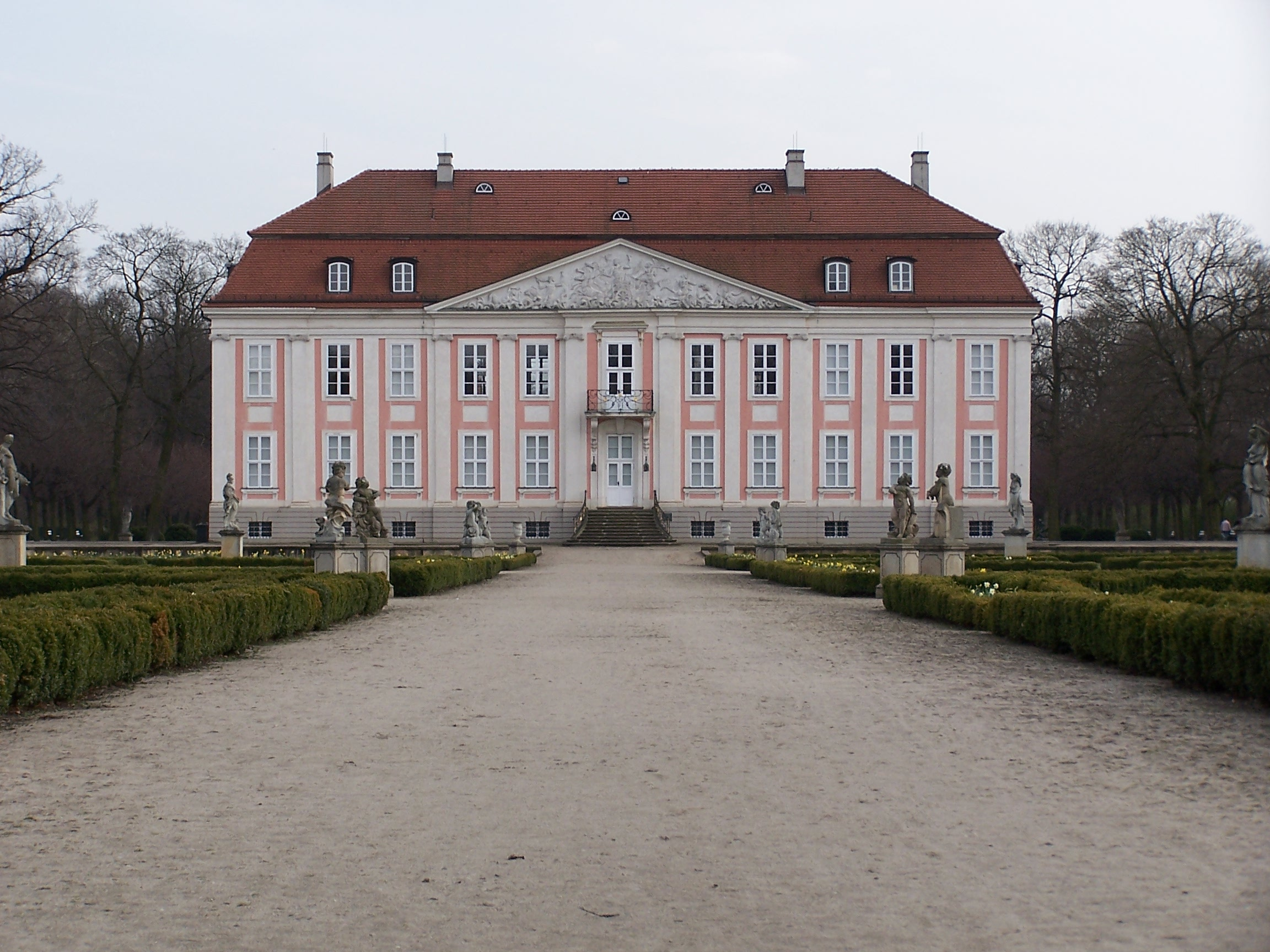
Fachada oeste do palácio
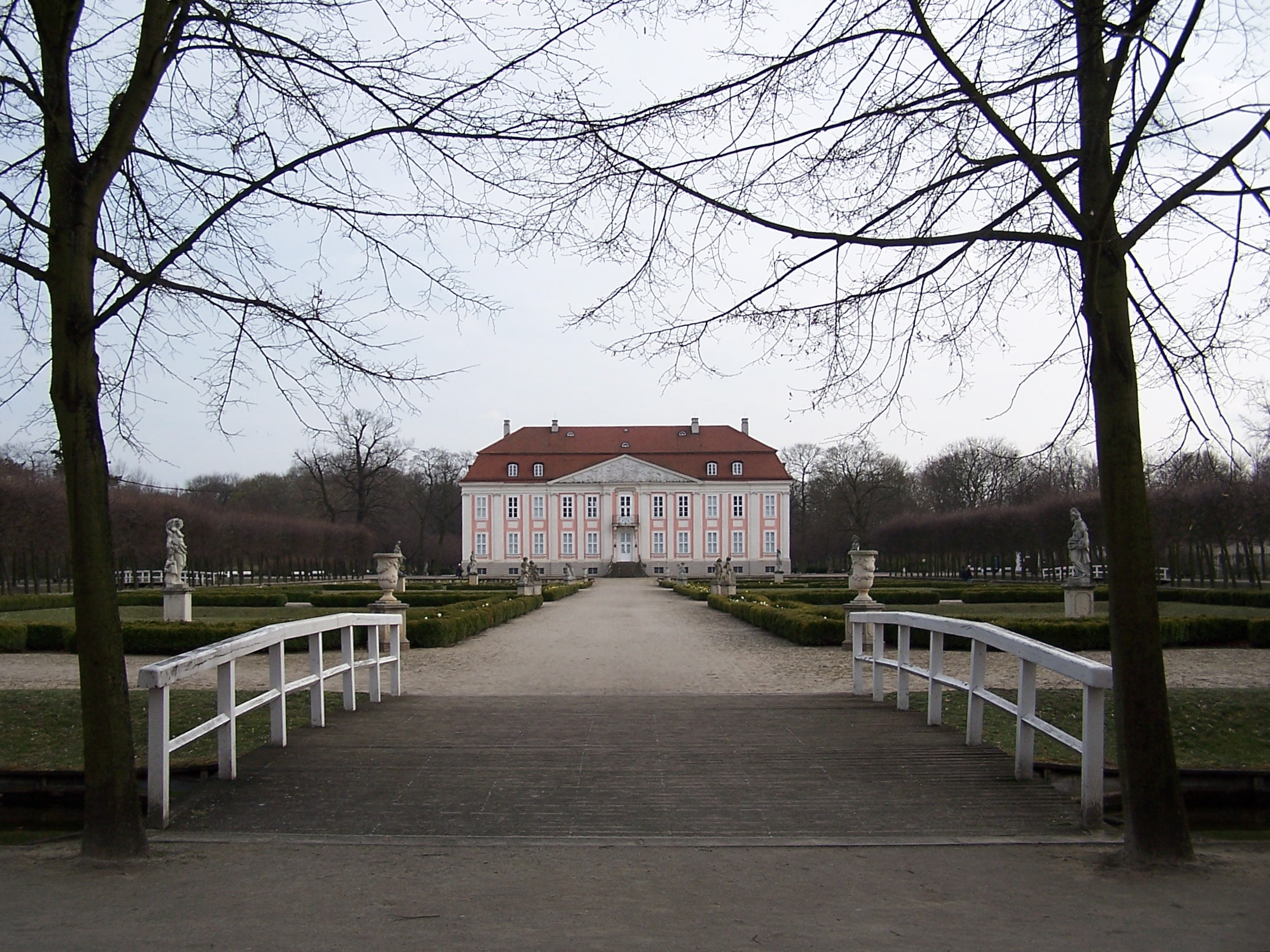
Fachada oeste do palácio

### Parque

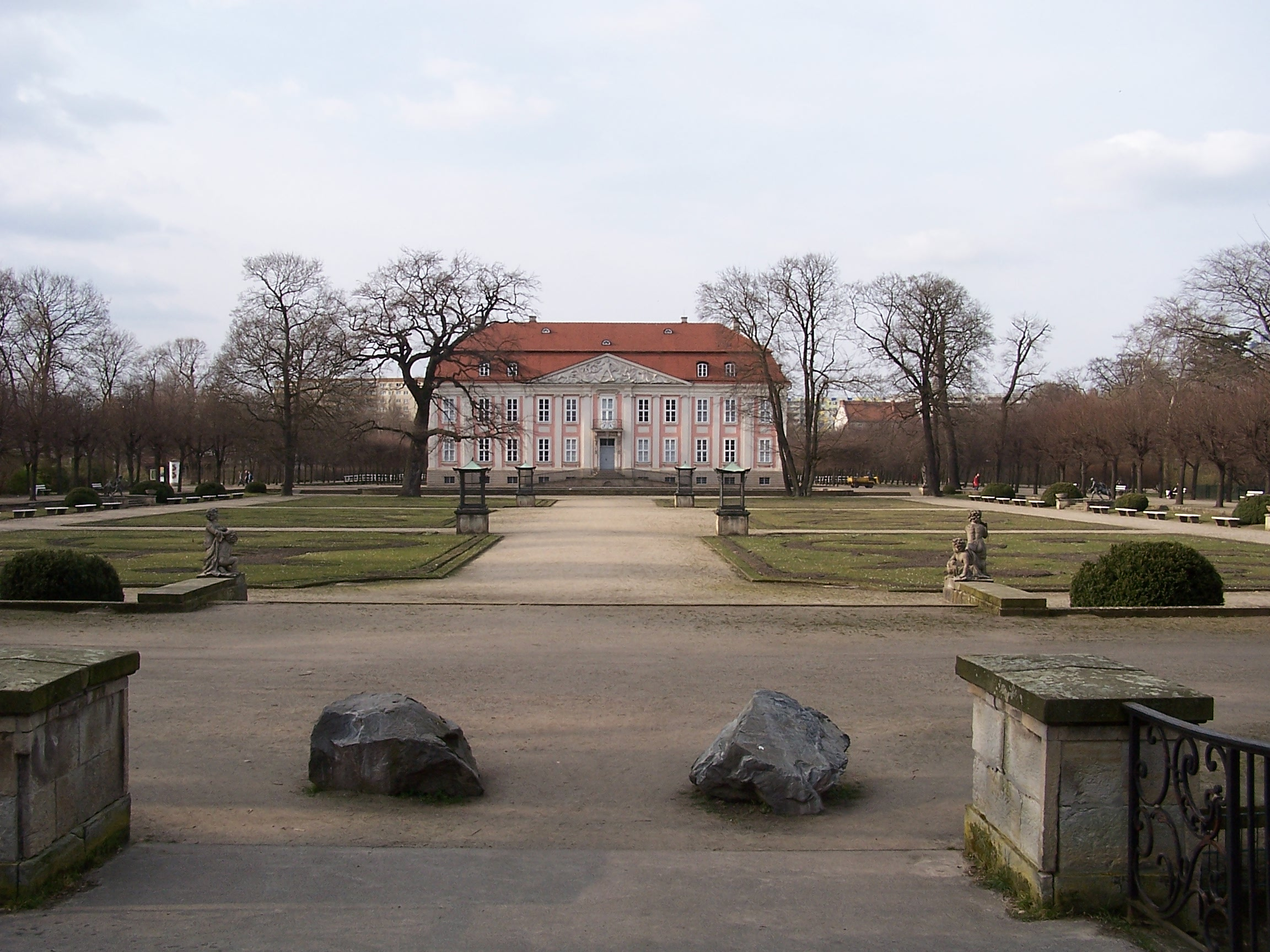
Parterres frente à fachada este
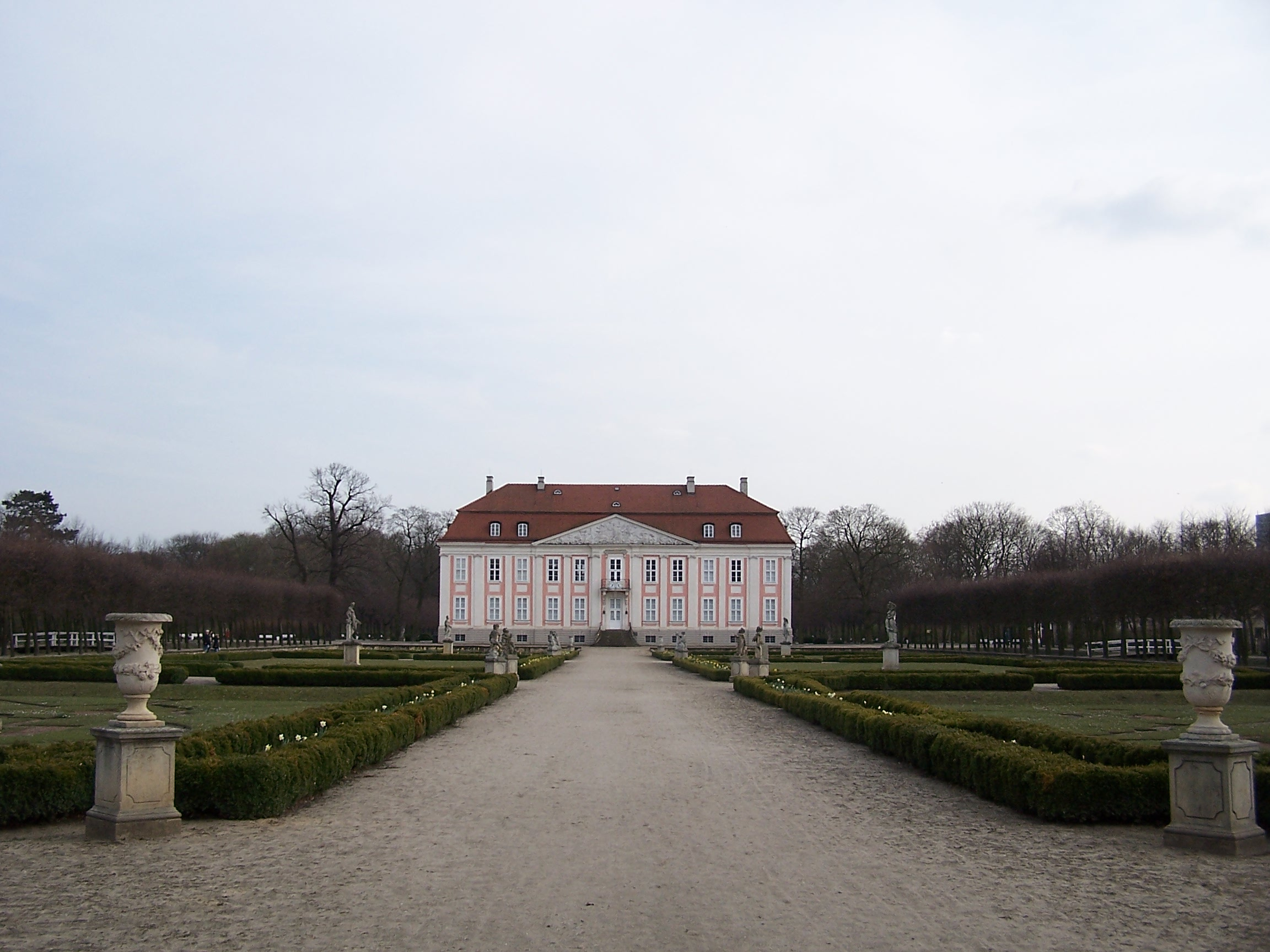
Parterres frente à fachada oeste
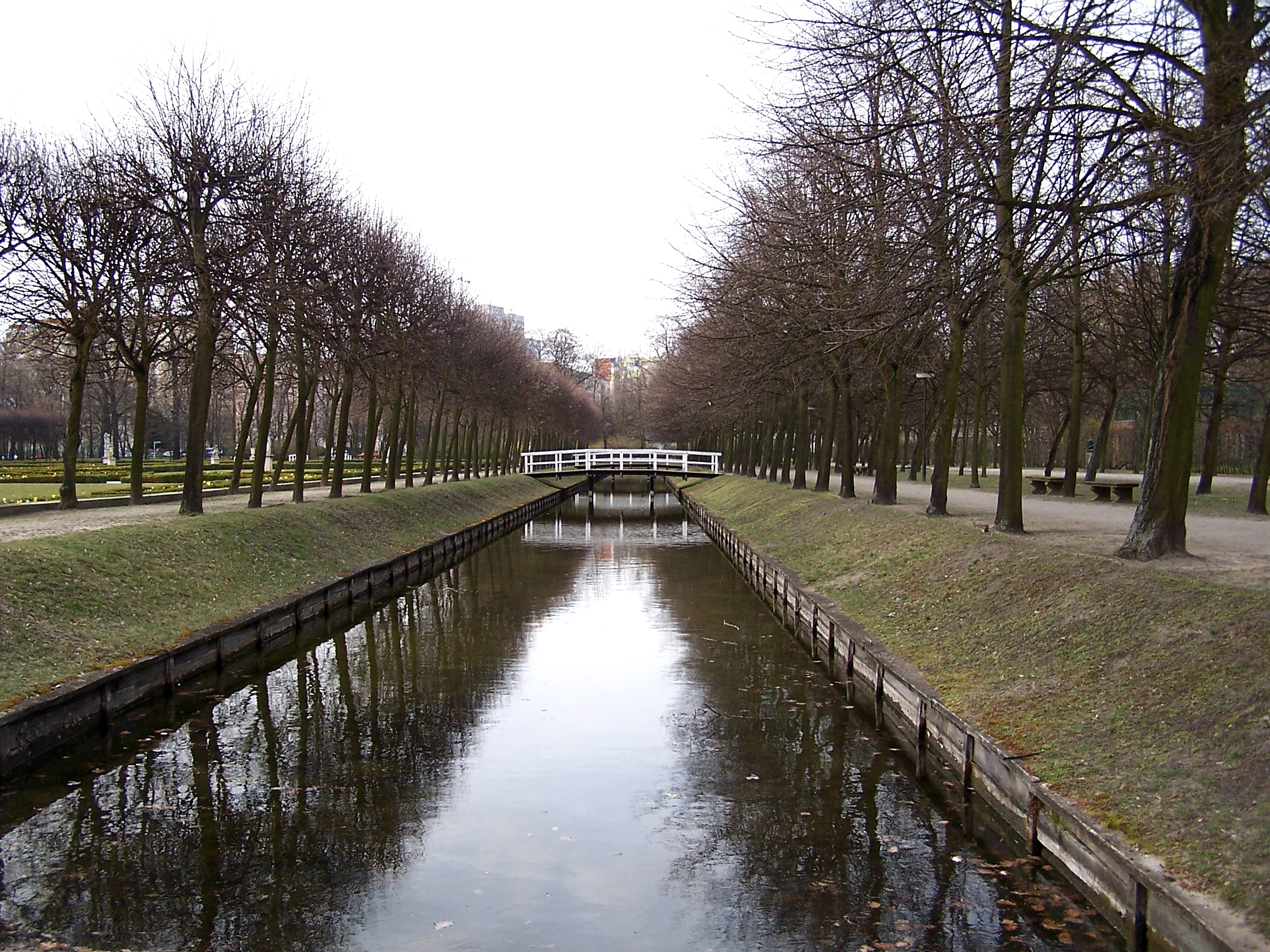
Vista parcial do parque
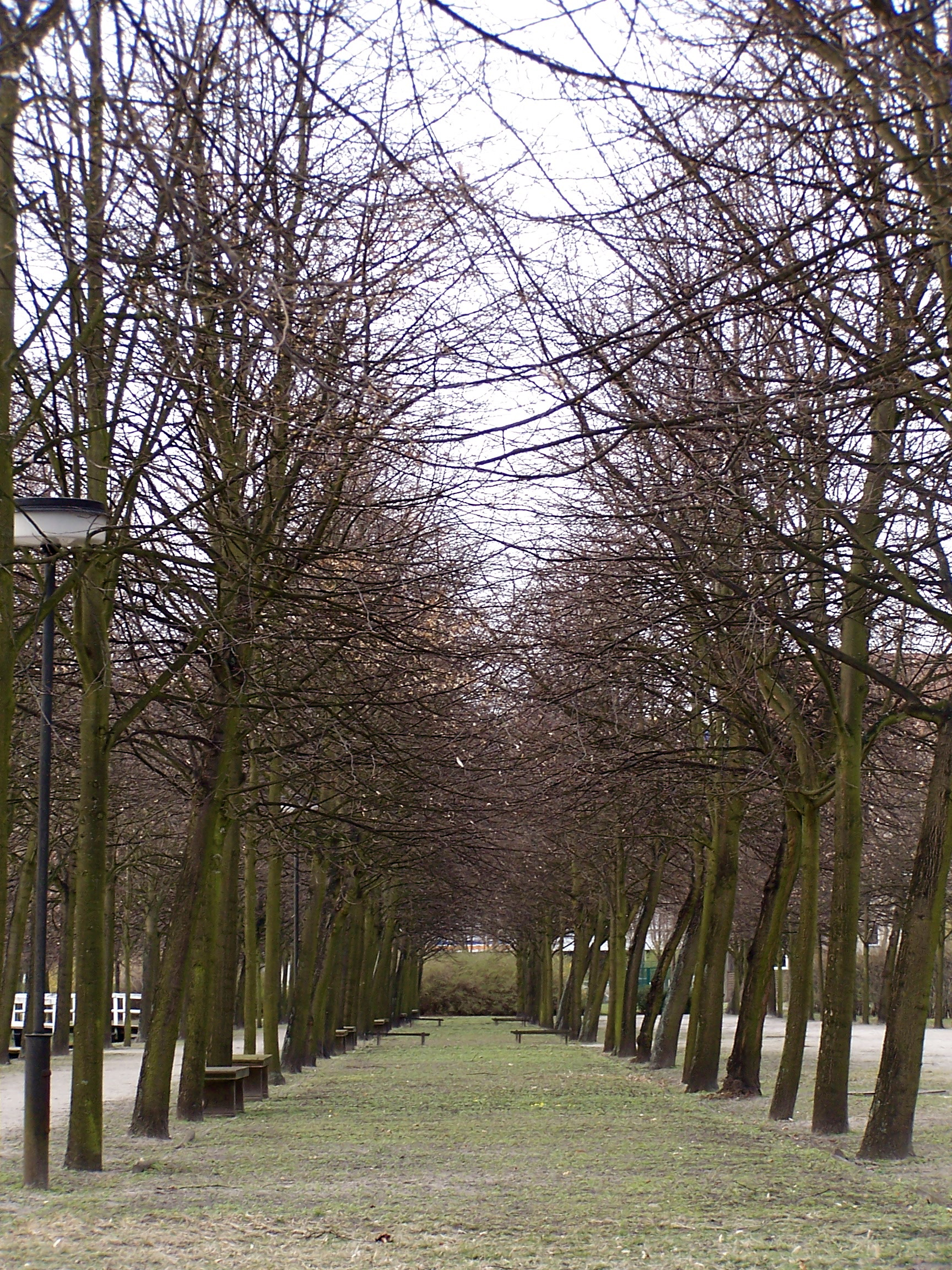
Uma alameda do parque
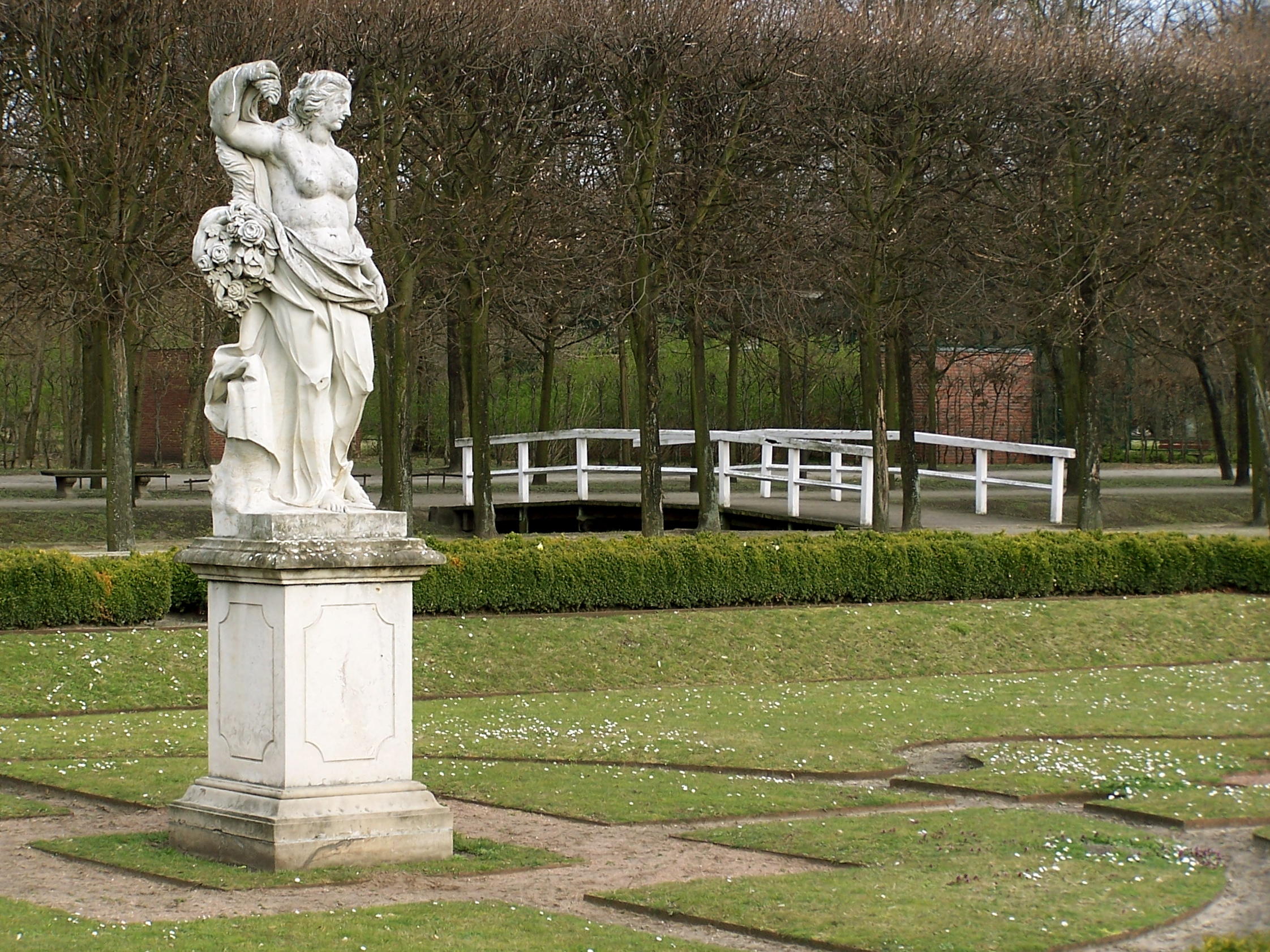
Detalhe do parque
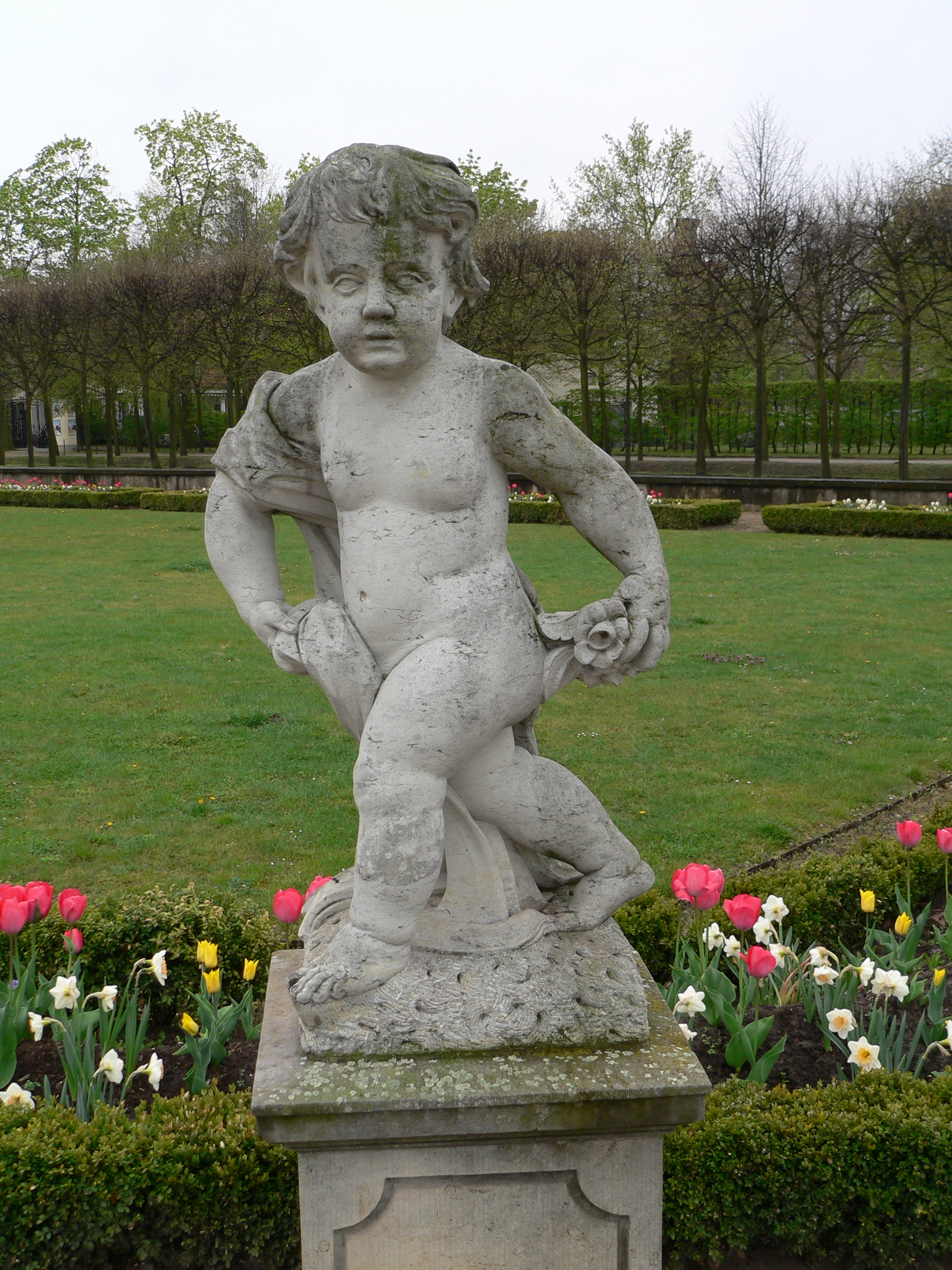
Detalhe do parque

## Literatura
em alemão
- Kurze Geschichte von Berlin-Friedrichsfelde und Karlshorst zum Gebrauch für Schule und Haus, (Hrsg.: F. Maak), Leipzig 1917 – in einem Zeitungsartikel vom Oktober 2002 als Zusammenfassung.
- Museumspädagogischer Dienst Berlin (Hrsg.): Gartenplan – Tierpark und Schloss Friedrichsfelde; Berlin 1998.
- Stiftung Stadtmuseum Berlin (Hrsg.): Vom Lustschloss zum Museumsschloss. Schloss Friedrichsfelde und seine wechselvolle Geschichte; Berlin o.J. [2002].
- Folkwin Wendland: Berlins Gärten und Parke von der Gründung der Stadt bis zum ausgehenden neunzehnten Jahrhundert; (Das klassische Berlin); Propyläen: Berlin 1979; ISBN 3-549-06645-7; S. 321-337.
- Clemens Alexander Wimmer: Parks und Gärten in Berlin und Potsdam; ed. Senator für Stadtentwicklung und Umweltschutz, Abt. III – Gartendenkmalpflege; Nicolaische Verlagsbuchhandlung: 3. Aufl. Berlin 1989; ISBN 3-87584-267-7; S. 151f.
- Ernst Wipprecht: Schloss Friedrichsfelde - Ein Schicksal zwischen Abriss und Aufbau zu einem Museumsschloss; In: Jahrbuch Stiftung Stadtmuseum Berlin 5. 1999; S. 178-294.